# 池田浩三
池田 浩三（いけだ こうぞう、1906年（明治39年）12月5日 - 2003年（平成15年）2月20日）は、日本の検察官、弁護士。最高検察庁検事などを務めた。位階は正三位。

## 経歴
1906年生まれ。1925年広島市の旧制修道中学校を卒業。1932年東京帝国大学法科を卒業し、同年高等文官試験行政科および司法科に合格。東京帝国大学大学院に学び1934年検事任官。法務府中央更生保護委員会事務局少年部長兼総務部長、司法研修所教官、関東地方更生保護委員兼事務局長、福岡高等検察庁刑事部長、東京高等検察庁刑事部長、最高検察庁検事などを歴任した。その後弁護士となる。
昭和23年の少年法制定にあたり、その原案作成を担当した。

## 栄典
- 死没日付をもって叙正三位[4]